# 扎兰营子乡
扎兰营子乡是中国辽宁省阜新市阜新蒙古族自治县下辖的一个乡。

## 行政区划
扎兰营子乡下辖扎兰营子村、哈达营子村、大五家子村、他木板村、冷汤村、木头营子村、汪四营子村、二等皋村、七家子村、周家店林场生活区。